# Magyarországi Független Szocialista Párt
A Magyarországi Független Szocialista Párt (MFSZP), olykor Független Szocialista Párt egy 1897. szeptember 8-tól 1905. október 29-ig létező parlamenten kívüli ellenzéki párt volt Magyarországon, egyben az első magyar parasztpárt.